# Aspidoscelis espiritensis
Aspidoscelis espiritensis (еспіриту-сантійський батогохвіст) — вид ящірок родини теїдових (Teiidae). Ендемік Мексики.

## Поширення і екологія
Еспіриту-сантійські батогохвости мешкають на островах Партіда і Еспіриту-Санто в Каліфорнійській затоці. Вони живуть на кам'янистих схилах пагорбів, порослих чагарниками, серед прибережних дюн і арройо.